# Keiji Tamada
Keiji Tamada (jap. 玉田 圭司 Tamada Keiji; * 11. April 1980 in der Präfektur Chiba) ist ein ehemaliger japanischer Fußballspieler und Fußballtrainer.

## Karriere

### Verein
1999 begann er seine professionelle Karriere bei Kashiwa Reysol in der J-League. Das erste Mal trat er am 13. März 1999 im Spiel gegen Avispa Fukuoka in Erscheinung, sein erstes Tor erzielte er am 31. August 2002 gegen Consadole Sapporo. 1999, in seiner ersten Saison, gewann er mit Kashiwa Reysol den J. League Cup. 2005 musste er mit Kashiwa Reysol den Weg in die Zweitklassigkeit antreten. Nach dem Abstieg verließ er dem Club und schloss sich dem Erstligisten Nagoya Grampus Eight aus Nagoya an. Hier stand er bis Ende 2014 unter Vertrag. 2010 wurde er mit dem Club japanischer Fußballmeister, ein Jahr später feierte er die Vizemeisterschaft. Im Finale des Emperor’s Cup stand er 2009. Im Endspiel unterlag man Gamba Osaka mit 4:1. Nach 233 Erstligaspielen wechselte er 2015 für zwei Jahre nach Osaka zum Zweitligisten Cerezo Ōsaka. Für Osaka absolvierte er 57 Zweitligaspiele. Ende 2016 wurde er mit dem Club vierter der zweiten Liga und stieg in die erste Liga auf. Nach dem Aufstieg verließ er Osaka und unterschrieb einen Vertrag bei seinem ehemaligen Club Nagoya Grampus Eight, der in der zweiten Liga spielte. Ende 2017 wurde er mit dem Club Tabellendritter und stieg wieder in die erste Liga auf, wo er noch eine Saison für den Club spielte. V-Varen Nagasaki, der Erstligaabsteiger aus Nagasaki nahm ihn ab 2019 unter Vertrag. Für V-Varen absolvierte er 79 Zweitligaspiele.
Am 1. Februar 2022 beendete Tamada seine Karriere als Fußballspieler. 

### Nationalmannschaft
Der 1,73 m große Stürmer kam auch international zum Einsatz und debütierte im Länderspiel gegen Singapur im März 2004. Beim Asian Cup 2004 erzielte er gegen Bahrain zwei von vier Toren sowie den Siegtreffer im Qualifikationsspiel gegen Singapur. Auch bei der WM 2006 traf er im letzten Gruppenspiel gegen Brasilien zum zwischenzeitlichen 1:0. In seiner aktiven Karriere kam er insgesamt auf 72 Einsätze für die Japanische Nationalmannschaft und schoss dabei 16 Tore.

### Trainer
Er war ab 9. März 2024 Cheftrainer der Shohei High School in der Prince Takamado U18 Premier League East. Im Sommer desselben Jahres führte er die Shohei High School zum Sieg bei den Inter High School Championships. Ab der Saison 2025 ist er Trainer bei Nagoya Grampus Eight.

## Erfolge

### Verein
Kashiwa Reysol
- J. League Cup: 1999

Nagoya Grampus
- J1 League

Meister: 2010
Vizemeister: 2011
- Kaiserpokal

Finalist: 2009
- Japanischer Supercup: 2011

### Nationalmannschaft
- Fußball-Asienmeisterschaft: 2004
- Teilnahme am Konföderationen-Pokal 2005
- Teilnahme Fußball-Weltmeisterschaft: 2006, 2010